# مصطفى أنور
مصطفى أنور هو مبارز بالسيف مصري، ولد في 1982.

## وصلات خارجية
- مصطفى أنور على موقع الاتحاد الدولي للمبارزة (الإنجليزية)
- مصطفى أنور على موقع أوليمبيديا (الإنجليزية)